# Jeux méditerranéens de plage de 2019
Navigation
Pescara 2015 Héraklion 2023
Les  Jeux méditerranéens de plage de 2019 sont la 2e édition des Jeux méditerranéens de plage. Ils se tiennent du 25 au 31 août 2019 à Patras, en Grèce.

## Sports
| - Aquathlon - Aviron de plage - Beach soccer - Beach-volley - Canoë de mer - Handball de plage | - Lutte de plage - Nage avec palmes - Nage en eau libre - Ski nautique - Tennis de plage |

## Nations participantes
| - Albanie - Algérie - Andorre - Bosnie-Herzégovine - Chypre - Croatie - Égypte - Espagne - France - Grèce (pays organisateur) - Italie - Kosovo - Liban | - Libye - Malte - Macédoine du Nord - Maroc - Monaco - Monténégro - Portugal - Saint-Marin - Serbie - Slovénie - Syrie - Tunisie - Turquie |

## Résultats

### Aquathlon
| Épreuve | Or                                 | Argent                         | Bronze                      |
| ------- | ---------------------------------- | ------------------------------ | --------------------------- |
| Hommes  | Kevin Tarek Viñuela Gonzalez (ESP) | Pedro Nuno Araújo Mendes (POR) | Mohamad Masoo (SYR)         |
| Femmes  | Sara Guerrero Manso (ESP)          | Ana Luísa Vieira Ramos (POR)   | Stavroulla Pericleous (CYP) |

### Aviron de plage
| Épreuve                    | Or | Argent | Bronze                                                                                                |
| -------------------------- | --- | --- | --- |
| Skiff hommes               | Clément Thomas (FRA) | Mohamed Khalil Mansouri (TUN)                                                                                              | Adolfo Carlos Ferrer Marin (ESP)                                                                      |
| Deux de couple hommes      | France Gaëtan Delhon Vincent Noirot | Tunisie Ghaith Gadri Dhiaeddine Zoghlami                                                                                   | Monaco Maxime Maillet Mathias Raymond                                                                 |
| Quatre avec barreur hommes | Grèce Petros Ballis Michail Kalentzis Ioannis Pekopoulos Tsikardanis Panagiotis Ypsilantis Panagiota Gkeka                                       | France Ivan Bové Vincent Devulder Louis Droissart Nicolas Gilbert Maxence Tollet                                           | Italie Stefano Gioia Raffaele Giulivo Niccolo Pagani Aniello abbatino Piero Sfiligoi                  |
| Skiff femmes               | Jessica Berra (FRA) | Zoí Fítsiou (GRE) | Alice Rossi (ITA)                                                                                     |
| Deux de couple femmes      | France Edwige Alfred Joséphine Cornut | Tunisie Sahar Moumni Sarra Zammali                                                                                         | Monaco Coline Caussin Clara Stefanelli                                                                |
| Quatre avec barreur femmes | Italie Marta Barelli Arianna Bini Maria Benedetta Faravelli Serena Lo Bue Giorgia Pelacchi                                                       | Espagne Maria Amores Peidro Sofia Anton Ruiz Violeta Belda Borja Ana Navarro Blasco Sergio Lopez Gomez                     | France Justine Bandiera Apolline Carmagnac Anne-Élise Communal Perrine Delaporte Aurore Vandenbroucke |
| Relais mixte               | Espagne Sofia Anton Ruiz Violeta Belda Borja Adolfo Carlos Ferrer Marin Marcelino Roberto Garcia Cortes Ana Navarro Blasco Alejandro Vera Ortega | Grèce Konstantinos Chatzipateras Zoí Fítsiou Efseveia Prigkou Varvara Strati Panagiotis Ypsilantis Konstantinos Zintiridis | France Edwige Alfred Jessica Berra Joséphine Cornut Gaëtan Delhon Vincent Noirot Clément Thomas       |

### Beach-volley
| Épreuve | Or                                            | Argent                                                 | Bronze                                                   |
| ------- | --------------------------------------------- | ------------------------------------------------------ | -------------------------------------------------------- |
| Hommes  | Olivier Barthélémy (FRA) Arnaud Loiseau (FRA) | Timothée Platre (FRA) Jérémy Silvestre (FRA)           | Javier Huerta Pastor (ESP) Oscar Jimenez Gutierrez (ESP) |
| Femmes  | Aline Chamereau (FRA) Alexandra Jupiter (FRA) | Mariota Angelopoulou (CYP) Manolina Konstantinou (CYP) | Vasiliki Arvaniti (GRE) Panagiota Karagkouni (CYP)       |

### Canoë de mer
| Épreuve | Or                          | Argent                   | Bronze                     |
| ------- | --------------------------- | ------------------------ | -------------------------- |
| Hommes  | Walter Bouzán Sánchez (ESP) | Victor Doux (FRA)        | Esteban Medina Ojeda (ESP) |
| Femmes  | Angie Le Roux (FRA)         | Judit Vergés Xifra (ESP) | Amaia Osaba Olaberri (ESP) |

### Handball de plage
| Épreuve | Or    | Argent   | Bronze  |
| ------- | ----- | -------- | ------- |
| Hommes  | Grèce | Portugal | Turquie |
| Femmes  | Grèce | Portugal | Italie  |

### Lutte de plage
| Épreuve       | Or                               | Argent                      | Bronze                          |
| ------------- | -------------------------------- | --------------------------- | ------------------------------- |
| -70 kg hommes | Quentin Sticker (FRA)            | Fotios Papadakis (GRE)      | Niko Arouzmanidis (GRE)         |
| -80 kg hommes | Kyrillos Binenmpaoum (GRE)       | Georgios Koulouchidis (GRE) | Mohamed Feda Aldin Alasta (SYR) |
| -90 kg hommes | Pedro Jacinto García Pérez (ESP) | Grigorios Kriaridis (GRE)   | Carmelo Lumia (ITA)             |
| +90 kg hommes | Paris Karepi (ALB)               | Omar Sarem (SYR)            | Guglielmo Cecca (ITA)           |
| -70 kg femmes | Sara Da Col (ITA)                | Zoi Chatsatourova (GRE)     | Agoro Papavasileiou (GRE)       |
| +70 kg femmes | Aikaterini Eirini Pitsiava (GRE) | Enrica Rinaldi (ITA)        | Parthena-Nena Lykopoulou (GRE)  |

### Nage en eau libre
| Épreuve               | Or                                                                                     | Argent                                  | Bronze                                                               |
| --------------------- | -------------------------------------------------------------------------------------- | --------------------------------------- | -------------------------------------------------------------------- |
| 5 km hommes           | Andrea Manzi (ITA)                                                                     | Marcello Guidi (ITA)                    | Georgios Arniakos (GRE)                                              |
| 5 km femmes           | Silvia Ciccarella (ITA)                                                                | Ginevra Taddeucci (ITA)                 | Sofie Callo (ITA)                                                    |
| 5 km par équipe mixte | Portugal Manuela Cristina Coelho e Castro Cunha Henrique José Serrano da Costa Freitas | Italie Nicole Nobile Tommaso Giovannini | Grèce Dimitrios Manios Georgios Arnakios Styliani Eleftheria Aplanti |

### Ski nautique
| Épreuve          | Or                             | Argent                         | Bronze                        |
| ---------------- | ------------------------------ | ------------------------------ | ----------------------------- |
| Slalom hommes    | Filippos Kyprios (GRE)         | Nicholas Benatti (ITA)         | Tanguy Dailland (FRA)         |
| Figures hommes   | Nikolaos Plytas Iliadis (GRE)  | Tanguy Dailland (FRA)          | Alexandre Poteau (FRA)        |
| Wakeboard hommes | Maxime Roux (FRA)              | Igor Colombo (ITA)             | Nikolaos Plytas Iliadis (GRE) |
| Slalom femmes    | Ambre Franc (FRA)              | Camille Poulain-Ferarios (FRA) | Angeliki Andriopoulou (GRE)   |
| Figures femmes   | Camille Poulain-Ferarios (FRA) | Greta Tagliati (ITA)           | Angeliki Andriopoulou (GRE)   |
| Wakeboard femmes | Aurélie Godet (FRA)            | Julia Molinari (ITA)           | Aikaterini Andreopoulou (GRE) |

### Tennis de plage
| Épreuve        | Or                                                | Argent                                                     | Bronze                                           |
| -------------- | ------------------------------------------------- | ---------------------------------------------------------- | ------------------------------------------------ |
| Doubles Hommes | Italie Tommaso Giovannini Dennis Valmori          | Espagne Antonio Miguel Ramos Viera Gerard Rodríguez Querol | France Nicolas Gianotti Mathieu Guegano          |
| Double Femmes  | Italie Nicole Nobile Ninny Jannika Valentini      | Italie Veronica Casadei Greta Giusti                       | Espagne Eva Fernández Palos Sabrina López García |
| Double Mixte   | Italie Ninny Jannika Valentini Diego Bollettinari | Italie Nicole Nobile Tommaso Giovannini                    | Saint-Marin Nicolò Bombini Alice Grandi          |

## Tableau des médailles
Le tableau des médailles final des Jeux méditerranéens de plage 2019 est le suivant :
| Rang  | Nation   | Or | Argent | Bronze | Total |
| ----- | -------- | -- | ------ | ------ | ----- |
| 1     | Grèce    | 19 | 16     | 11     | 46    |
| 2     | Italie   | 15 | 13     | 11     | 39    |
| 3     | France   | 13 | 7      | 12     | 32    |
| 4     | Espagne  | 6  | 5      | 7      | 18    |
| 5     | Portugal | 1  | 5      | 0      | 6     |
| 6     | Turquie  | 1  | 0      | 3      | 4     |
| 7     | Albanie  | 1  | 0      | 0      | 1     |
| 8     | Tunisie  | 0  | 4      | 2      | 6     |
| 9     | Croatie  | 0  | 3      | 2      | 5     |
| 10    | Syrie    | 0  | 1      | 2      | 3     |
| 11    | Chypre   | 0  | 1      | 1      | 2     |
| 12    | Monaco   | 0  | 0      | 2      | 2     |
| 13    | Croatie  | 0  | 0      | 1      | 1     |
| Total | Total    | 56 | 55     | 54     | 165   |